# 厄瓜多爾軍政府
厄瓜多爾軍政府（西班牙語：Junta Militar de Ecuador）是厄瓜多爾自1960年到1979年間，由軍人政府掌控政權的時期。此時期包含了該國政治、社會和經濟變革的時期。在此期間，厄瓜多爾經歷了軍事政權、政治不穩定、社會運動和經濟挑戰。

## 歷史

### 第四次貝拉斯科政府
1959年，卡米洛·龐塞·恩里克斯領導的厄瓜多爾逐漸腐敗。恩里克斯政府在歷經十幾年的憲政時期，成為憲政時期的最後一個領導政府。恩里克斯至下的厄瓜多爾面臨日益惡化的經濟形勢，出口價格下跌導致失業率上升和社會動盪，並在 1959 年短暫爆發為騷亂。隔年，貝拉斯科號召力不滿民眾上街，同時展開選前造勢與遊說演講，最後他以最大優勢當選總統。
恩里克斯針對貝拉斯科在選舉前的惡毒競選攻擊感到非常憤怒，以至於他在任期的最後一天辭職，而不是主持繼任者的就職典禮。在競選期間，貝拉斯科以自己作為「國家化身」，承諾政府向大城市的貧民提供支持，使大量人口流動至瓜亞基爾和其他主要城市，尋找工作與定居。貝拉斯科在就職典禮發表了就職演說，演說中提及，他廢止了令厄瓜多爾人憎恨的 1942 年《里約議定書》。因此，他在群眾的崇拜下上台，但在國庫赤字接近臨界水平之際以及厄瓜多爾搖搖欲墜的經濟問題，他卻對窮人開出了「昂貴」的承諾。此外，貝拉斯科還威脅秘魯更改《里約議定書》，這相當於對秘魯和《里約議定書》的擔保國阿根廷、巴西、智利甚至美國宣告敵對。
貝拉斯科察覺到古巴革命後的政治風向，增加了他的反美言論，並將左派人士納入政府。與此同時，美國鼓勵拉美國家政府與古巴斷絕外交關係。不久之後，厄瓜多爾的政治兩極分化不斷擴大，在親共左翼和反共右翼之間爆發的暴力事件中得到了體現。
1961年，迅速惡化的經濟形勢很快導致維拉斯基斯塔聯盟分裂，副總統兼議院議長卡洛斯·胡利奧·阿羅塞梅納·蒙羅伊領導左翼團體於1961年7月公開反對政府。貝拉斯科政府和國會之間的關係已經惡化到反政府國會議員和親政府國會議員陷入槍戰的地步，甚至在國會裡必須帶上槍防身。後來在國會中發現了數十個彈孔，但沒有人受傷。
同月，為了籌集急需的收入而徵收了一系列新的銷售稅，隨後在幾個主要城市引發了總罷工以及一系列示威和騷亂。在日益混亂的情況下，貝拉斯科下令逮捕副總統，此舉使他面臨違反憲法的指控。11月8日，貝拉斯科在任僅 14 個月後就被軍方罷黜，副總統阿羅塞梅納以憲法繼承人的規定，合法繼任總統。

### 阿羅塞梅納政府
1961年阿羅塞梅納上台後，與古巴保持關係，卻成為厄瓜多爾國內的重大政治問題。政敵們將阿羅塞梅納稱為「危險的共產主義者」，部分軍隊於1962年3月公開叛亂。次月，厄瓜多爾與古巴、波蘭和捷克斯洛伐克斷絕了外交關係。事實證明，古巴危機對阿羅塞梅納來說是個高昂代價，他不僅失去了厄瓜多爾民眾的支持以及蘇聯的支援，也失去了追求自己獨立道路的自信。此後，政府失去了總統的領導能力，據稱阿羅塞梅納經常以酗酒消愁。
沿岸叢林中短暫出現的游擊運動和一系列小規模恐怖事件也讓阿羅塞梅納面臨著無法或不願意採取行動的指責。1963年初，軍事陰謀再次上演，武裝部隊以「停止共產主義顛覆」為由，於7月11日，武裝部隊最高指揮部無異議地決定廢黜阿羅塞梅納。